# Бої за Станиславів (1941)
Бої за Станиславів 1941 року — бойові дії німецьких за підтримки угорських військ проти армії Радянського Союзу. Внаслідок німецької окупації міста було знищено практично все корінне населення міста, єврейське та частково польське.

## Історія
Після анексії Галичини Радянський Союз включив її до складу УРСР. У 1941 році німецька та угорська армія розпочали наступ на Галичину. 22 червня 1941 року авіація Німеччини завдала ударів по місту. Удари були завдані по залізничній станції.
3 липня 1941 року угорські війська зайшли в Станиславів. Після них через декілька днів зайшли основні сили Вермахту. Станиславів було приєднано безпосередньо до території Німеччини. Радянська окупація змінилась на нацистську.
Німецькі окупанти катували та розстріляли в Чорному лісі понад триста освітян, а також близько тисячі представників науки та політики з числа євреїв були розстріляні поблизу Павлівки. Усі списки євреїв та поляків були підготовані Никифором Данишом та Іваном Рибчином.
До початку німецької окупації в місті проживало тридцять тисяч євреїв. 12 жовтня 1941 року було розстріляно дванадцять тисяч євреїв, 16 жовтня гестапо організували розстріли ще восьми тисяч євреїв, усіх інших було відправлено в табори смерті.

## Див.також
- Бої за Станиславів (1704)
- Оборона Станиславова (1739)
- Оборона Станиславова (1764)
- Бої за Станиславів (1809)
- Битва за Станиславів (1914-1917)
- Бої за Станиславів (1919)
- Бої за Станиславів (1939)